# Ciriàquides
Els ciriàquides o kyriàcides foren una dinastia que va governar a Kakhètia entre el 893 i el 1029. El nom deriva del que va portar el primer rei (i dos més, o sigui tres d'un total de cinc) que era Ciríac. Els reis, que portaven el títol de corbisbe, foren:
- 893-918 : Ciríac I de Kakhètia
- 918-929 : Padala II de Kakhètia
- 929-976 : Ciríac II de Kakhètia
- 976-1010: David de Kakhètia
- 1010-1014 : (ocupació de Bagrat III de Geòrgia)
- 1014-1029 : Ciríac III de Kakhètia el Gran